# Lijst van nationale parken in Peru
Hieronder volgt een lijst van nationale parken in Peru.
| Nationaal park                                       | Stichtingsjaar | Oppervlakte (km²) | Foto |
| ---------------------------------------------------- | -------------- | ----------------- | ---- |
| Nationaal park Cutervo                               | 1961           | 82,14             |      |
| Nationaal park Tingo María                           | 1965           | 47,77             |      |
| Nationaal park Manú                                  | 1973           | 17162,95          |      |
| Nationaal park Huascarán                             | 1975           | 3400,00           |      |
| Nationaal park Cerros de Amotape                     | 1975           | 1517,67           |      |
| Nationaal park Rio Abiseo                            | 1983           | 2745,20           |      |
| Nationaal park Bahuaja Sonene                        | 1996           | 10914,16          |      |
| Nationaal park Cordillera Azul                       | 2001           | 13531,91          |      |
| Nationaal park Otishi                                | 2003           | 3059,73           |      |
| Nationaal park Alto Purús                            | 2004           | 25106,94          |      |
| Nationaal park Sierra del Divisor                    | 2015           | 13544,85          |      |
| Nationaal park Ichigkat Muja - Cordillera del Cóndor | 2007           | 884,77            |      |
| Nationaal park Güeppi-Sekime                         | 2012           | 2036,29           |      |
| Nationaal park Yanachaga-Chemillén                   | 1986           | 1220,00           |      |
| Nationaal park Yaguas                                | 2018           | 8689,27           |      |